# Les Nouveaux Mecs
Pour plus de détails, voir Fiche technique et Distribution.
Les Nouveaux Mecs (Der bewegte Mann) est un film allemand sorti le 6 octobre 1994 en Allemagne et le 5 juin 1996 en France. Cette comédie est tirée de la bande dessinée éponyme de Ralf König, et de sa suite Pretty Baby.
Le film parle des relations entre hétérosexuels et homosexuels, et met en scène des situations cocasses entre les deux mondes.

## Synopsis
Pris en flagrant délit d'adultère par sa copine Doro, Axel est mis à la porte de son appartement. Il va se réfugier chez Gunter, où plusieurs homosexuels sont réunis et s'interrogent sur la sexualité hétéro, et en particulier sur la différence, pour une femme, entre un orgasme vaginal et un orgasme clitoridien. Là, il rencontre Walter qui, attiré par Axel, lui propose de dormir chez lui pour quelques jours. Axel décline l'invitation, mais quelques jours plus tard, avec ses nouveaux amis déguisés en femmes, il se rend à une soirée homosexuelle. Ayant peur des intentions de Walter, Axel décide de s'installer chez Norbert, qu'il vient de rencontrer à la soirée. Norbert espère lui aussi séduire l'hétéro, et voit dans son emménagement une occasion en or.
De son côté, Axel se rend compte qu'il est toujours amoureux de Doro. Entre-temps celle-ci découvre qu'elle est enceinte, et veut en conséquence épouser Axel.
Par nostalgie, Axel retourne dans l'appartement de Doro durant son absence. Tandis qu'il regarde des diapositives en souvenir de moments passés avec son ancienne petite amie, il finit par céder aux avances de Norbert, et se retrouve en position délicate, quand, à l'arrivée de son ex, celle-ci découvre l'amant nu dans le placard. D'abord profondément choquée, Doro finit tout de même par épouser Axel avant la naissance de leur fils.
Mais au mariage, Walter et Norbert ont la mauvaise idée d'apparaître déguisés en femmes, ce qui, ajouté aux difficultés éprouvées par Axel pour remplir son devoir conjugal, éveille des doutes chez sa femme. Axel ne se sent pourtant pas homosexuel. D'ailleurs, lorsqu'il rencontre par hasard Elke, une de ses ex, il invite celle-ci à une entrevue galante. Cependant, ne pouvant organiser ce rendez-vous chez lui, il supplie Norbert de lui prêter son appartement.
Pendant le rendez-vous, Norbert, Walter et Metzger (ce qui en allemand veut dire charcutier), le nouveau petit ami de Norbert, vont au cinéma voir Mort à Venise. Mais après une altercation avec des homophobes, Walter doit aller se soigner chez Norbert alors qu'Axel y est toujours. Doro, de son côté, alertée par le comportement suspect de son mari, et s'étant mise à l'espionner, débarque en plein rendez-vous chez Norbert. Elle y trouve Axel accroupi totalement nu au milieu du salon, observé par Walter et Norbert, eux aussi à l'évidence choqués. Elke, désireuse de tirer le meilleur de son étalon lui a, en effet, fait prendre un produit pour taureau destiné à augmenter ses performances. Le produit n'a malheureusement pas l'effet désiré et Axel est complètement assommé et hors d'état de nuire.
C'est à ce moment-là que Doro perd les eaux. Axel n'étant pas en état, c'est Norbert qui emmène la future maman à l'hôpital. Là, alors que ce dernier a une phobie du sang, il est entraîné par l'infirmière pour assister à l'accouchement. Le lendemain, le père arrive enfin à l'hôpital. Doro est très énervée, mais Norbert rassure Axel en lui assurant que les choses vont rentrer dans l'ordre.

## Fiche technique
- Titre : Les Nouveaux Mecs
- Titre original : Der bewegte Mann
- Réalisation : Sönke Wortmann

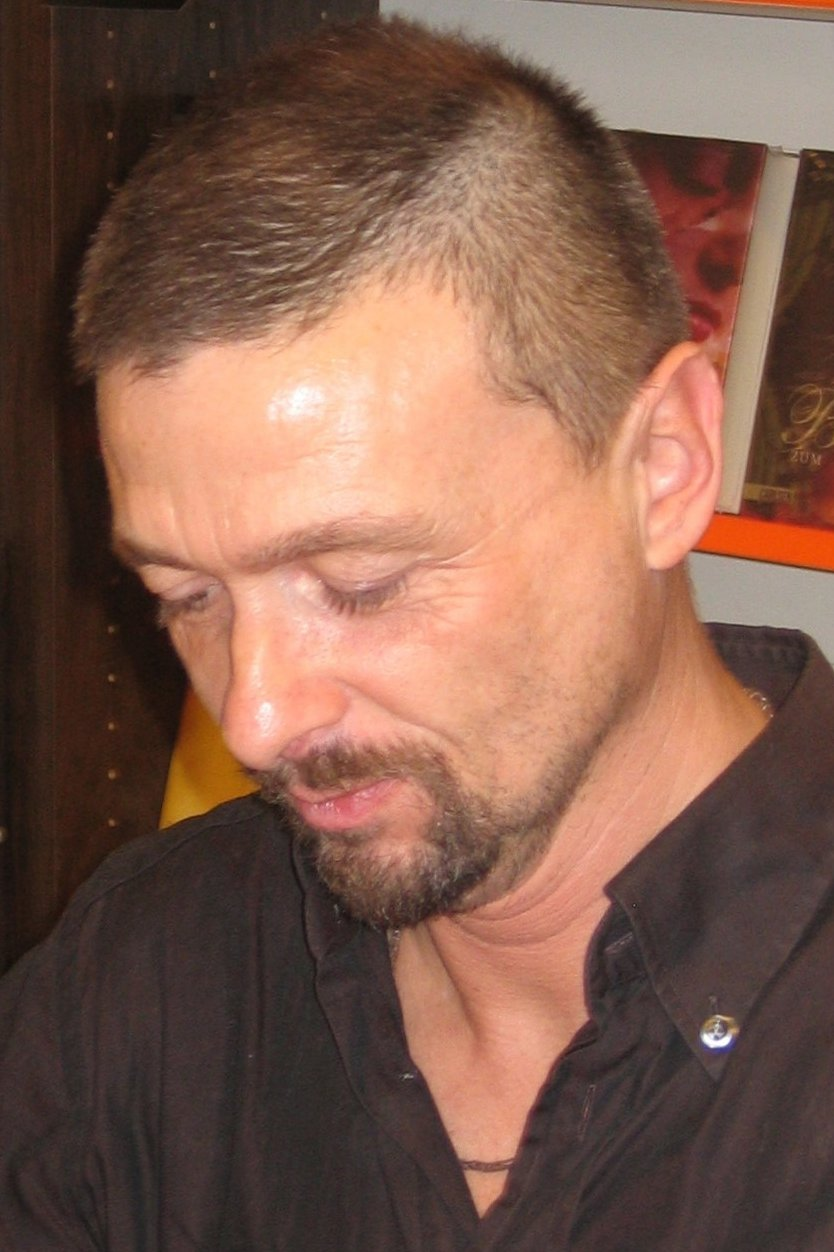
Ralf König, 2008

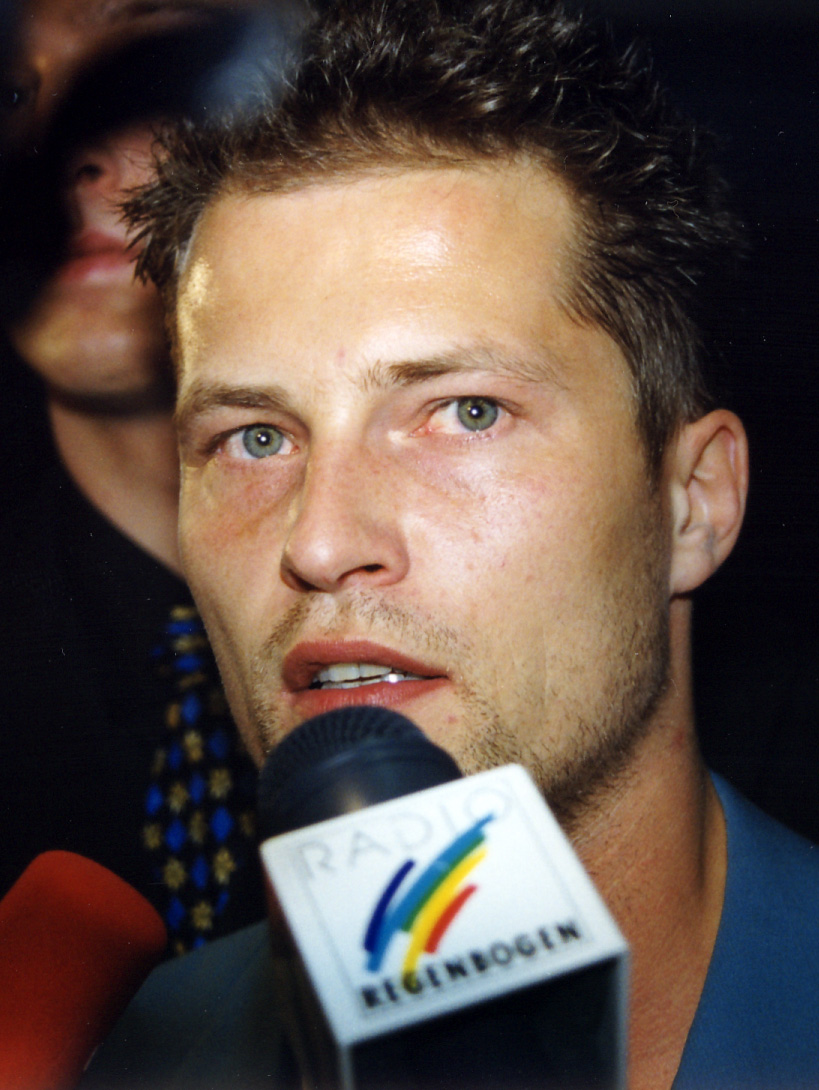
Til Schweiger

- Scénario : Sönke Wortmann, d'après Der bewegte Mann et Pretty Baby de Ralf König.
- Costumes : Katharina von Martius
- Photographie : Gernot Roll
- Montage : Ueli Christen
- Musique : Torsten Breuer et Andy Knote
- Production : Bernd Eichinger
- Casting: Horst Scheel
- Société de distribution : Constantin Film
- Pays : Allemagne
- Langue originale : allemand
- Genre : Comédie
- Durée : 90 minutes
- Format : Couleur - 35 mm - 1,85:1 - Dolby Digital[5]
- Dates de sortie :
  - Allemagne : 6 octobre 1994
  - États-Unis : 19 mai 1995
  - Espagne : 27 juillet 1995
  - France : 5 juin 1996[6]

## Distribution
- Til Schweiger : Axel Feldheim
- Joachim Król : Norbert BrommerC
- Katja Riemann : Doro (Dorothea) Feldheim
- Rufus Beck : Walter ou 'Waltraud'
- Armin Rohde : Metzger
- Martina Gedeck : Jutta
- Kai Wiesinger : Aufreißer Gunnar
- Antonia Lang : Elke Schmitt
- Monty Arnold : Monty
- Martin Armknecht : Lutz[5]

## Personnages
- Axel : personnage principal du film, Axel est un bel hétérosexuel ayant de nombreuses aventures. Personnage égoïste, il se montre indifférent aux diverses avances de ses amis homosexuels. On peut également supposer ce trait de caractère quand, au début du film, il éprouve les pires difficultés à se faire héberger.
- Norbert : frêle homosexuel végétarien, et ayant une peur bleue du sang, il nourrit en secret un désir pour Axel. Après leur séparation, il se met en couple avec Metzger, son total opposé. À la fin du film, il se rapproche d'Axel, après être passé au-dessus des barrières des orientations sexuelles.
- Doro : femme méfiante et quelque peu colérique. Elle ne peut s'empêcher d'aimer Axel malgré ses nombreuses infidélités, et quand elle apprend qu'elle est enceinte, elle n'hésite pas une seconde en voulant le mariage avec son ex.
- Walter : homosexuel sentimental, comme en témoignent les scènes du début, ou celle au cinéma devant le film Mort à Venise, il se fait malheureusement pour lui voler sa proie par Norbert.
- Metzger : homosexuel au style rebelle, tout habillé de cuir, il aime les films d'action et d'horreur, mais par-dessus tout les saucisses. Personnage répugnant, il se gratte les fesses par exemple, il vient contraster avec Norbert.
- Elke : stéréotype de la blonde. Elle a eu son premier orgasme avec Axel à l'arrière d'une coccinelle. Et quand pour la première fois depuis de longues années, elle revoit Axel, elle n'a qu'une seule envie, c'est de réitérer les performances passées.
- Jutta : amie de Doro, elle l'incite à être plus méfiante et plus rancunière.

## Réception
| Pays       | Nombre d'entrées ou Box-office par pays |
| ---------- | --------------------------------------- |
| États-Unis | 366 506 $                               |
| Espagne    | 248 521 entrées soit 779 739 €          |
| Allemagne  | 6 510 000 entrées                       |
| France     | 49 604 entrées                          |

Si le film connaît plutôt un succès d'estime à l'étranger, en Allemagne il réalise le meilleur score pour un film allemand de l'année 1994, et le troisième en général seulement dépassé par les films américains Le Roi lion et Forrest Gump. C'est également le 8e au classement des films allemands par leur nombre d'entrées en Allemagne depuis 1968.

## Accueil critique
Le film est une comédie parodiant les homosexuels et leur univers. Il joue sur énormément de clichés mais seulement à des fins de divertissement. Le film est considéré comme un film culte en Allemagne.
Le film reçoit globalement une critique positive, ainsi sur le site filmstart.de on peut lire que le rédacteur le note 3/5, la presse 3,4/5 et les 105 spectateurs 3,9/5  ou 61 % sur cinema.de .
Le site anglophone rotentomatoes lui référence 56 % de critiques favorables pour un score moyen de 5,9/10 et 65 % pour les spectateurs pour 3,5/5. L'IMDB lui attribue 6,6/10.

## Récompenses
- Prix du film allemand du meilleur film
- Prix du film allemand du meilleur acteur pour Joachim Król
- Prix du film allemand du meilleur réalisateur pour Sönke Wortmann
- Bambi 1995
- Prix du Film bavarois
- Goldene Leinwand en 1994 et 1995
- Gilde-Filmpreis d'argent partagé avec Mario et le Magicien
- Jupiter dans la catégorie meilleur film
- Ernst Lubitsch Award
- prix du public du Peñíscola Comedy Film Festival[14]

## Lieu de tournage
L'action se déroule à Cologne. Axel et Doro se marient à l'église catholique St Engelbert du quartier de Köln-Riehl.

## Bande son
Dans le film on peut entendre la chanson "Kein Schwein ruft mich an" de Max Raabe.